# Nawet
Nawet – siódmy studyjny, solowy, a ósmy w ogóle (nie licząc płyty z 2000 roku pt. „Kawałek Cienia” wydanej w ramach projektu „Złota kolekcja”) album polskiego wykonawcy poezji śpiewanej Grzegorza Turnaua, wydany w 2002 roku przez Pomaton EMI. Nagrania przeprowadzono między czerwcem a wrześniem 2002 roku w Studio Nieustraszonych Łowców Dźwięków oraz Centrum Sztuki i Techniki Japońskiej „Manggha” w Krakowie.
Na płycie znajduje się szesnaście utworów (w tym utwór dodatkowy będący drugą wersją piosenki „Kwiat” - zajmującej na płycie numer 5). Prócz piosenki „Kwiat”, do której muzykę skomponował Manolis Famellos, twórcą muzyki wszystkich utworów jest Grzegorz Turnau. On sam jest również autorem tekstu do tytułowej piosenki „Nawet” oraz współautorem słów do utworu „Przez siedem mórz” (wraz z Jarosławem Kilianem). 
Wspomnianą piosenkę „Kwiat” („Louloudi”) Turnau śpiewa w duecie z greckim wokalistą Georgiosem Dalarasem. Nagrano ją w listopadzie 2001 roku w Odeon Studio w Atenach (drugą wersję utworu wykonuje wyłącznie Turnau - utwór dodatkowy).
Do piosenki „Liryka, liryka” otwierającej album (sł. Konstanty Ildefons Gałczyński) został zrealizowany teledysk w reżyserii Michała Zabłockiego.

## Lista utworów
| 1.  | „Liryka, liryka”                                                                                   | 3:34  |
|     | - Konstanty Ildefons Gałczyński – słowa                                                            |       |
| 2.  | „Gniew”                                                                                            | 3:27  |
|     | - Michał Zabłocki – słowa                                                                          |       |
| 3.  | „Ze sztambucha”                                                                                    | 2:45  |
|     | - Leszek Aleksander Moczulski – słowa                                                              |       |
| 4.  | „Oddal żal”                                                                                        | 2:45  |
|     | - Leszek Aleksander Moczulski – słowa                                                              |       |
| 5.  | „Kwiat” („Louloudi”)                                                                               | 3:01  |
|     | - Manolis Famellos – słowa (tłum. Maja Sikorowska i Grzegorz Turnau) - duet z Georgiosem Dalarasem |       |
| 6.  | „Różo wiatrów, różo losu”                                                                          | 3:24  |
|     | - Jarosław Kilian i Leszek Aleksander Moczulski – słowa                                            |       |
| 7.  | „Przez siedem mórz”                                                                                | 4:53  |
|     | - Jarosław Kilian i Grzegorz Turnau – słowa                                                        |       |
| 8.  | „Szukaj przygody”                                                                                  | 4:33  |
|     | - Jarosław Kilian – słowa (na motywach poezji Bolesława Leśmiana)                                  |       |
| 9.  | „Kiedyś nadejdzie taki dzień”                                                                      | 2:26  |
|     | - Tadeusz Bradecki – słowa                                                                         |       |
| 10. | „Sancho (dytyramb)”                                                                                | 4:03  |
|     | - Bronisław Maj – słowa                                                                            |       |
| 11. | „Do wód!”                                                                                          | 3:49  |
|     | - Leszek Aleksander Moczulski – słowa                                                              |       |
| 12. | „Leśmian”                                                                                          | 3:16  |
|     | - Bronisław Maj – słowa                                                                            |       |
| 13. | „Jeśli szukasz prawd”                                                                              | 1:09  |
|     | - E.E. Cummings – słowa (tłum. Stanisław Barańczak)                                                |       |
| 14. | „Na połowie czasu”                                                                                 | 5:35  |
|     | - Bronisław Maj – słowa                                                                            |       |
| 15. | „Nawet”                                                                                            | 3:51  |
|     | - Grzegorz Turnau – słowa                                                                          |       |
| 16. | „Kwiat” (bonus)                                                                                    | 3:02  |
|     | - Maja Sikorowska i Grzegorz Turnau – słowa                                                        |       |
|     | | 55:33 |
|     | |       |

## Wykonawcy
- Grzegorz Turnau – śpiew, fortepian, Rhodes piano, instrumenty klawiszowe, akordeon
- Maryna Barfuss – flet (3, 10)
- Sławomir Berny – perkusja i instrumenty perkusyjne
- Jacek Królik – gitary
- Robert Kubiszyn – gitara basowa
- Tomasz Kukurba – altówka, skrzypce (9, 10, 12, 14), wokalizy (6, 7)
- Joanna Kulig – śpiew (1, 2, 4, 10)
- Mariusz Pędziałek – obój, rożek angielski
- Michał Półtorak – skrzypce (3, 6, 9, 10, 12, 14)
- Magda Steczkowska – śpiew (1, 2, 4, 8, 10, 11)
- Leszek Szczerba – saksofony, klarnety, flet (6)
- Adam Sztaba – instrumenty klawiszowe (1)
- Ewa Wojsław – wiolonczela

Wykonawcy utworu „Louloudi”:
- Georgios Dalaras – śpiew, gitara, aranżacja
- Grzegorz Turnau – śpiew
- Manolis Famellos – aranżacja
- Stavros Arapidis – gitara basowa
- Maria Bildea – harfa
- George Despotidis – skrzypce
- Manolis Karadinis – mandolina
- Vangelis Karipis – perkusja
- Polyvios Kyranidis – skrzypce
- Ploutarchos Reboutsikas – wiolonczela
- Gregory Sintridis – bębny
- Thanasis Sofras – gitara basowa
- Nikos Zervas – fortepian
- Dimitris Zouboulis – altówka